# Ramona (film 1928)
Ramona è un film muto del 1928 diretto da Edwin Carewe e interpretato da Dolores del Río. Fu una delle numerose versioni di Ramona: A Story, romanzo di Helen Hunt Jackson pubblicato a Boston nel 1884.

## Trama
Nella California meridionale, una giovane orfana, metà indiana e metà scozzese, è allevata in un ranch da una ricca messicana che ha promesso alla sorella, in punto di morte, di curarsi della figlia adottiva. Ma la signora Moreno non ama Ramona perché la disprezza in quanto indiana. Ramona, innamoratasi del pastore Alessandro, lascia il ranch e vive poveramente con il marito da cui ha una figlia. Un giorno il marito viene ucciso. Felipe, il figlio della signora Moreno - che, nel frattempo, è morta - viene a prendere Ramona di cui è da sempre innamorato e la porta a vivere in Messico.

## Produzione
Il film, prodotto dalla Inspiration Pictures, fu girato ai Raleigh Studios al 5300 Melrose Avenue a Hollywood.

## Distribuzione
Il copyright del film, richiesto dalla Inspiration Pictures, Inc., fu registrato il 6 marzo 1928 con il numero LP25048.
Distribuito dalla United Artists, il film uscì nelle sale cinematografiche statunitensi il 28 marzo 1928, presentato in anteprima a Los Angeles.
In Italia fu distribuito dalla Artisti Ass. con il visto di censura 24462 del 30 settembre 1928.

### Date di uscita
- USA	28 marzo 1928	 (Los Angeles, California)
- Giappone	17 aprile 1928
- USA	14 maggio 1928	 (New York City, New York)
- Germania	17 settembre 1928	 (Berlin)
- Finlandia	21 gennaio 1929
- Portogallo	1º maggio 1929
- Francia	31 maggio 1929

Alias
- Ramona	Austria / Francia / Grecia / Portogallo

## Conservazione
Copie della pellicola si trovano conservate negli archivi della Library of Congress di Washington, in quelli del Gosfilmofond di Mosca e in quelli del Národní Filmovy Archiv di Praga.

## Differenti versioni
Dal romanzo Ramona: A Story di Helen Hunt Jackson sono state tratte diverse versioni cinematografiche e televisive:
- Ramona - film del 1910 diretto da David W. Griffith
- Ramona - film del 1916 diretto da Donald Crisp
- Ramona - film del 1928 diretto da Edwin Carewe
- Ramona - film del 1936 diretto da Henry King
- Ramona - film del 1946 diretto da Víctor Urruchúa
- Ramona - film del 2000 aa. vv.